# Giacomo Gianniotti
Giacomo Keaton Gianniotti (Roma, 19 de junio de 1989) es un actor ítalo-canadiense. Es conocido por interpretar al Dr. DeLuca en Grey's Anatomy (ABC) La salida inesperada de este personaje fue por su muerte tan inesperada.

## Biografía
Gianniotti nació en Roma, Italia, hijo de padre italiano y madre canadiense, pero se mudó a temprana edad a Toronto, Canadá donde fue criado, por lo que habla fluidamente el italiano e inglés.
En 2019 se casó con Nichole Gustafson.
Se graduó del programa de teatro de la Humber College y también ha completado la residencia como actor en el Centro de Cine Canadiense de Norman Jewison, en Toronto.

## Carrera
Gianniotti obtuvo su primera oportunidad al ser contratado para interpretar a Leslie Garland en Murdoch Mysteries. Ha participado en diversas series de televisión tales como Beauty & the Beast, Copper y Reign.
El 15 de agosto de 2014 se dio a conocer que Gianniotti fue elegido para dar vida a Freddy en Selfie, comedia protagonizada por Karen Gillan y John Cho. También apareció como estrella invitada en Backpackers.
El 15 de abril de 2015, Giacomo fue contratado para interpretar a Andrew DeLuca en Grey's Anatomy. El 8 de enero de 2016, se dio a conocer que Gianiotti fue promovido al elenco principal de la serie.

## Filmografía

### Cine
| Año  | Película | Papel       | Notas        |
| ---- | -------- | ----------- | ------------ |
| 2013 | Done     | John        | Cortometraje |
| 2014 | Still    | Jake        | Cortometraje |
| 2016 | Race     | Sam Stoller |              |
| 2019 | The Cub  | Kris        |              |
| 2021 | Luca     | Giacomo     | Voz          |

### Televisión
| Año       | Título                            | Papel                 | Notas |
| --------- | --------------------------------- | --------------------- | --- |
| 2010      | Medicina Generale                 | Alberto Talendi       | Episodio: "Separazioni" |
| 2013      | Beauty & the Beast                | Asistente del alcalde | Episodio: "Anniversary" |
| 2013      | Copper                            | Secretario Donovan    | 3 episodios |
| 2013      | Time Tremors                      | Sr. Vincent           | Episodio: "Facing the Fear"                                                                                                   |
| 2013      | Reign                             | Lord Julien           | Papel recurrente; 5 episodios                                                                                                 |
| 2013-2014 | Murdoch Mysteries                 | Leslie Garland        | Elenco recurrente; 9 episodios                                                                                                |
| 2014      | Selfie                            | Freddy                | Elenco recurrente; 9 episodios                                                                                                |
| 2015      | The Secret Life of Marilyn Monroe | Jimmy Dougherty       | Película de televisión |
| 2015      | Backpackers                       | Andrew                | 4 episodios |
| 2015-2021 | Grey's Anatomy                    | Andrew DeLuca         | Estrella invitada (temporada 11) Elenco recurrente (Temporada 12) Elenco principal (Temporada 12- Temporada 17) 110 episodios |
| 2018-2021 | Station 19                        | Andrew DeLuca         | Episodios: "No Recovery", "Under the Surface" y "Train in Vain"                                                               |